# Démétrios (sômatophylaque)
Pour les articles homonymes, voir Démétrios.
Démétrios (en grec ancien Δημήτριος / Dêmếtrios) est l'un des sômatophylaques (garde du corps) d'Alexandre le Grand depuis le début de son règne. Il est peut-être un frère d'Antigone le Borgne. Suspecté d'être impliqué dans la conspiration de Philotas, il est exécuté en 330 av. J.-C. Il est remplacé à son poste par Ptolémée.

## Sources antiques
- Arrien, Anabase [lire en ligne].
- Quinte-Curce, L'Histoire d'Alexandre le Grand [lire en ligne].